# Dekanat Koźmin
Dekanat Koźmin – jeden z 33 dekanatów w rzymskokatolickiej diecezji kaliskiej.

## Parafie
W skład dekanatu wchodzi 7 parafii:
- parafia św. Marcina Biskupa – Borzęciczki
- parafia św. Stanisława – Koźmin Wielkopolski
- parafia św. Wawrzyńca – Koźmin Wielkopolski
- parafia Najświętszej Maryi Panny Wniebowziętej – Mokronos
- parafia św. Michała Archanioła – Pogorzela
- parafia św. Jana Chrzciciela – Rozdrażew
- parafia Wszystkich Świętych – Wielowieś

## Sąsiednie dekanaty
Borek (archidiec. poznańska), Dobrzyca, Gostyń (archidiec. poznańska), Jarocin, Krobia (archidiec. poznańska), Krotoszyn, Raszków